# Daniel Zacher
Daniel Zacher (* 4. November 1988 in Dresden) ist ein ehemaliger deutscher Fußballtorwart.

## Karriere
Daniel Zacher spielte in der Jugend in seiner Heimatstadt bei Dynamo Dresden. Bereits mit 16 Jahren war er als Ersatztorwart der ersten Mannschaft vorgesehen und blieb das dann auch bis in sein erstes Jahr im Seniorenbereich. Er spielte aber lediglich in der zweiten Mannschaft in der Landesliga. 2008 suchte dann der SV Babelsberg 03 nach der verpassten Qualifikation für die neu eingerichtete 3. Liga zwei neue Torhüter. Sie verpflichteten Zacher und den fünf Jahre älteren Marian Unger aus Magdeburg. Sein Erfahrungsvorsprung führte dazu, dass der junge Dresdner in den ersten beiden Jahren als „Nummer 1 B“ auf der Ersatzbank Platz nehmen musste und nur dreimal als Vertretung zum Einsatz kam.
2010 stiegen die Filmstädter dann in den Profifußball auf und in die Drittligasaison 2010/11 starteten sie zusätzlich noch mit einem dritten Torwart. Während der Saison geriet Unger in die Kritik. Zacher rechnete schon fest mit seiner Chance, kam aber wieder nicht zum Einsatz. Daraufhin übte er öffentlich Kritik, woraufhin er sich beim Trainer einen Anpfiff abholen musste. Enttäuscht meldete er sich krank und löste schließlich seinen Vertrag drei Monate vor Ablauf.
Zum Saisonende kam es dann aber doch noch zu einer Aussprache und nach einer reuigen Entschuldigung bekam Zacher noch einmal eine Chance und einen neuen Vertrag für die Saison 2011/12. Tatsächlich konnte Marian Unger auch in der neuen Spielzeit nicht überzeugen und der Verein drohte im Tabellenkeller festzuhängen, deshalb durfte sich der Dresdner diesmal beweisen und er übernahm ab dem neunten Spieltag die Position der Nummer eins.
Daniel Zacher lernte den Beruf des Außenhandelskaufmannes, bevor er sich entschied Profifußballer zu werden.

## Erfolge
- Aufstieg in die 3. Liga 2010 mit dem SV Babelsberg